# Cornèlia Metel·la
Cornelia Metella (73 aC–48 aC) va ser la filla de Quint Cecili Metel Pius Escipió. Apareix en nombroses fonts literàries, incloent-hi una inscripció oficial a la ciutat de Pèrgam.
Es va casar amb Publi Licini Cras Dives (llegat), fill de Cras, quan tenia al voltant de 15 anys. Malauradament, el jove Publi marxaria poc després a lluitar amb el seu pare, morint a la batalla de Carrhae.
Després d'això, Cornèlia es va convertir en la cinquena muller de Gneu Pompeu Magne, el 52 aC. L'any 49 aC Pompeu, quan va sortir d'Itàlia, la va enviar junt amb el seu fill Sext Pompeu, a Lesbos. Cornèlia va ser fidel al seu marit, anant-lo a trobar després de la derrota d'aquest en la batalla de Farsàlia el 48 aC. Es van reunir a Lesbos i junts, van fugir a Egipte, on Pompeu va ser assassinat. Cèsar va castigar els assassins i va donar a Cornèlia les cendres i el segell del seu marit. Va tornar a Roma, on va passar la resta de la seva vida. Guardava les cendres a la seva finca d'Alba Longa.
Plutarc la descriu com una dona molt bella i de bon caràcter, culta i ben educada en geometria i filosofia, i diu que tocava la lira de forma excel·lent. Lucà l'esmenta diverses vegades a la Farsàlia.